# Are You Ready for the Blackout?
Are You Ready For The Blackout? é o terceiro álbum de estúdio da banda portuguesa X-Wife.
| Críticas profissionais                                                      | Críticas profissionais |
| Avaliações da crítica                                                       | Avaliações da crítica  |
| Fonte                                                                       | Avaliação              |
| --------------------------------------------------------------------------- | ---------------------- |
| Blog Ícaro                                                                  | [ 1 ]                  |
| Disco Digital                                                               | (sem nota)             |
| Esta tabela precisa de ser acompanhada por texto em prosa. Consulte o guia. |                        |

## Faixas
1. "On The Radio"
2. "Summertime Death"
3. "Headlights
4. "Black Tears"
5. "Heart Of The World"
6. "Good Times"
7. "Turn The Music On"
8. "Fantasma"
9. "Behind Doors"
10. "Fireworks"
11. "Heaven Knows"
12. "Nothing Else To Prove"

## Créditos
- João Vieira (Dj Kitten) (voz/guitarra),
- Fernando Sousa (baixo),
- Rui Maia (Sintetizadores/ bateria/drum machine)